# Thanagau
Thanagau (en népalais : थानगाँउ) est un comité de développement villageois du Népal situé dans le district d'Udayapur. Au recensement de 2011, il comptait 2 490 habitants.